# Gonomyia secreta
Gonomyia secreta är en tvåvingeart som beskrevs av Alexander 1931. Gonomyia secreta ingår i släktet Gonomyia och familjen småharkrankar. Inga underarter finns listade i Catalogue of Life.